# زينغن
زينغن (بالألمانية: Singen) هي Grosse Kreisstadt، مدينة وبلدة ألمانية تقع في ألمانيا في بادن-فورتمبيرغ. يقدر عدد سكانها بـ 45,377 نسمة .

## المدن التوأمة
مدن لا سيوتا، بوميتسيا، تسليي، Kobeliaky وشافهاوزن (سويسرا) هي مدن توأمة لـزينغن.

## أعلام
- جيرد بلوم
- ماريو تيكسيرا كوستا
- آرثر كوفمان
- هربرت هاغ
- آرون بوركارت
- مارجريت وتكوفسكي
- أوتو ديكس